# 룰런 가드너
룰런 엘리스 가드너(영어: Rulon Ellis Gardner, 1971년 8월 16일~)는 미국의 레슬링 선수이다. 2000년 하계 올림픽 남자 그레코로만형 슈퍼헤비급에서 금메달을 획득했으며, 2004년 하계 올림픽에서 동메달을 획득했다.